# Детський дом №29
Де́тський дом № 29 (рос. Детский дом №29) — селище у складі Ішимського району Тюменської області, Росія.
Стара назва — Детський Дом № 29.
Населення — 36 осіб (2010, 54 у 2002).
Національний склад станом на 2002 рік:
- росіяни — 89 %